# Nicomedes Guzmán
Nicomedes Guzmán, seudónimo de Óscar Nicomedes Vásquez Guzmán (Santiago, 25 de junio de 1914-Santiago, 26 de junio de 1964), fue un narrador, poeta y novelista chileno.

## Biografía
Fue hijo de Nicomedes Vásquez Arzola y de Rosa Guzmán Acevedo. Decidió firmar como Nicomedes porque ya había un colega famoso, Óscar Castro. Su padre desempeñó varios oficios, entre los que se cuenta el de maquinista tranviario y ocasionalmente heladero ambulante; su madre, por otro lado, dueña de casa, suplementaba el ingreso familiar con eventuales trabajos como empleada doméstica (Pearson 1976: 4-5). De todas formas, en Los hombres oscuros reivindica su origen proletario, dedicando la novela «a mi padre, heladero ambulante» y «a mi madre, obrera doméstica».
Tuvo una escolaridad irregular y su formación fue en gran medida autodidacta, aunque estudió de adulto en el liceo nocturno Federico Hanssen. Trabajó, en sus inicios, como cajista y asistente de encuadernación, más tarde como peoneta de un camión en la avenida Matucana en Santiago, lugar donde existía una intensa bohemia nocturna de carácter popular (Pearson 5). Más tarde se desempeñó como ayudante en una inmobiliaria en pleno centro de la capital chilena. Gracias al prestigio que alcanzaron sus dos primeras obras, fue contratado en el departamento de Cultura del Ministerio de Hacienda junto con el escritor Luis Sánchez Latorre. 
Casado por primera vez con Lucía Berta del Carmen Salazar Vidal, sus hijos Oscar Vásquez Salazar (Q. E. P. D.), Ximena Lucía Vásquez Salazar, Darío Vásquez Salazar, Florencia Adriana Vásquez Salazar y Pablo Lautaro Vásquez Salazar. Su segundo matrimonio fue con Esther Josefina Panay Pérez y sus hijos fueron Rodrigo Nicomedes Vásquez Panay y Olaya Esther Vásquez Panay. 
Perteneció a la Generación del 38, que la crítica literaria ha reconocido como neorrealista, es decir, comprometida socialmente pero atenta a los descubrimientos estilísticos de las vanguardias literarias de comienzos de siglo (Promis 1993:62). Sus temáticas revelan y juzgan la vida de la clase social chilena más pobre, de inicios del siglo XX. Fue su origen social proletario, sin duda, lo que lo inspiró a escribir sobre la crueldad de la vida de los más pobres. Su obra era parte de los programas de estudio, fue sacada de ellos después del golpe militar (1973).
En años posteriores Nicomedes Guzmán fue director de una colección de libros de Editorial Cultura y fundador, con Óscar Castro Zúñiga, del grupo literario de Rancagua Los Inútiles.
Fue nombrado doctor honoris causa por la Universidad de Concepción.
Falleció en Santiago de una repentina enfermedad el 26 de junio de 1964, a los cincuenta años.

## Obra

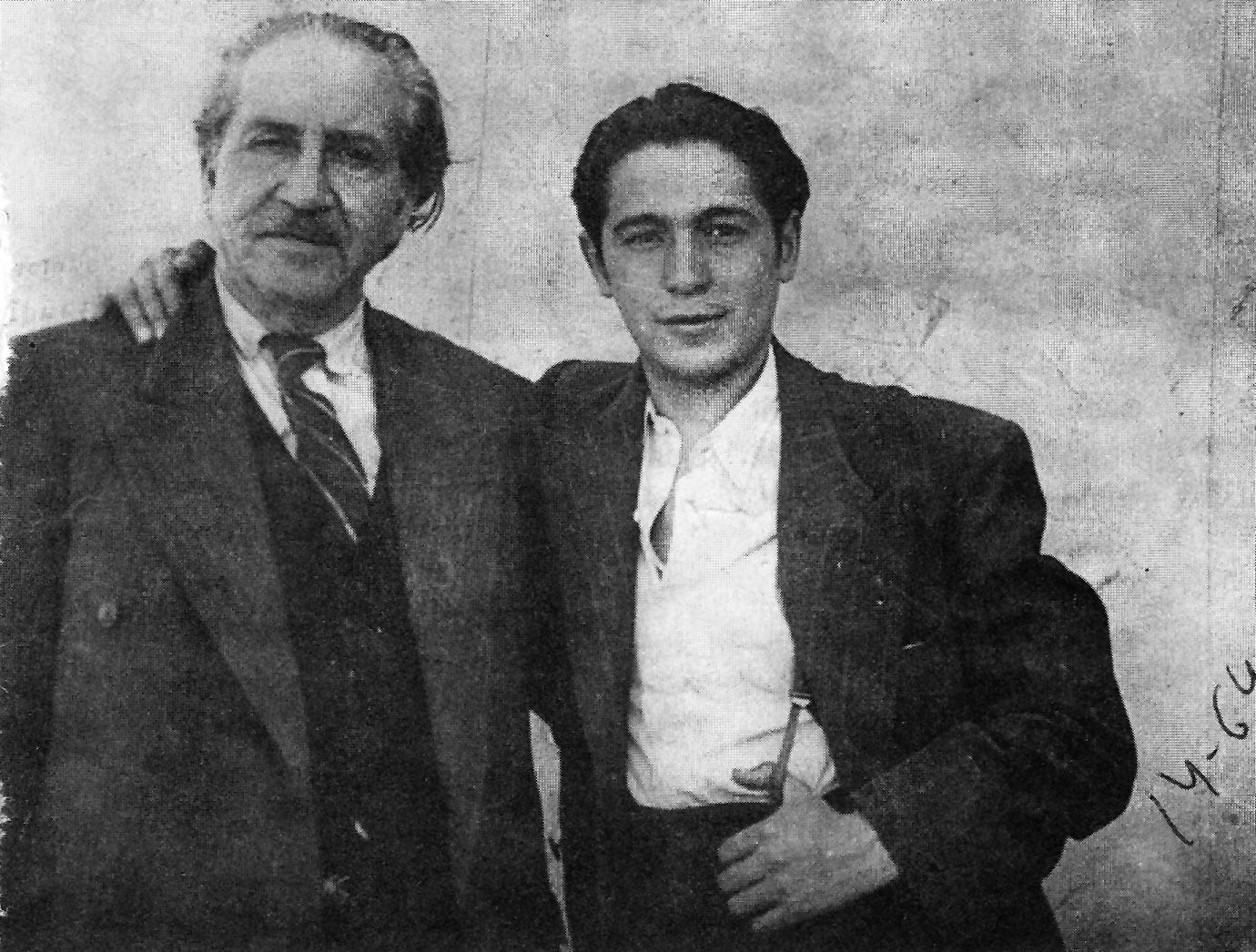
Antonio Acevedo Hernández junto a Nicomedes Guzmán ca. 1944.

### Narrativa
- Los hombres oscuros (1939)
- La sangre y la esperanza (1943)
- Donde nace el alba (1944)
- La carne iluminada (1945)
- La luz viene del mar (1951)
- Una moneda al río y otros cuentos (1954)
- El pan bajo la bota (1960)
- Estampas populares de Chile: Crónicas (2007) ISBN 978-956-284-540-3.
- Un hombre unos ojos negros y una perra lanuda, póstuma (2023), escrita en 1937.

### Poesía
- Croquis del corazón, póstuma (2015), único ejemplar dedicado a su esposa Lucía Salazar, escrito y editado en 1934.
- La ceniza y el sueño (1938)

### Antologías
- Nuevos cuentistas chilenos (1941)
- Antología de Baldomero Lillo (1955)
- Antología de Carlos Pezoa Véliz (1957)
- Autorretrato de Chile (1957)
- Antología de cuentos [de] Marta Brunet (1962)
- Antología de cuentos chilenos (póstuma, 1969)

- Ferrero, Mario (1982). Nicomedes Guzmán y la Generación del 38. Santiago de Chile: Ediciones Mar Afuera.

- Pearson, Lon (1976). Nicomedes Guzmán. Proletarian author in Chile's literary generation of 1938. Columbia: University of Missouri Press. ISBN 0-8262-0178-4.
- Promis [Ojeda], José (1993). La novela chilena del último siglo. Santiago: La Noria.

## Reconocimientos
- (1944) Obtiene el Premio Municipal de Literatura de Santiago, categoría Novela, con la obra La sangre y la esperanza.[3]
- (1963) recibió el Premio Nacional del Pueblo Pablo de Rokha, otorgado por la Municipalidad de San Miguel en la categoría Novela.[cita requerida]
- Biblioteca Municipal Nicomedes Guzmán de servicio público y gratuito, ubicada en la calle Guardiamarina Ernesto Riquelme #226, barrio Brasil, Santiago de Chile.[4]
- Plaza Nicomedes Guzmán, localizada en el barrio El Llano de la comuna de San Miguel.[cita requerida]